# Microcitrus

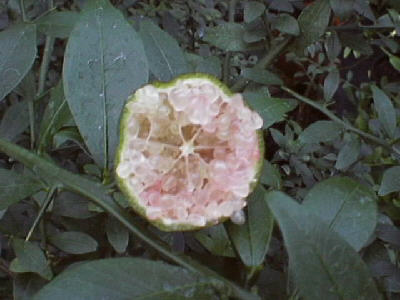
Angeschnittene Frucht

Microcitrus ist eine nahe mit den Zitruspflanzen (Citrus) verwandte Gattung der Rautengewächse (Rutaceae), deren bekannteste Arten Microcitrus australis (Planch.) Swingle und Microcitrus australasica (F.Muell.) Swingle sind.

## Herkunft
Von den sieben bekannten Microcitrus-Arten sind fünf in Australien (Queensland und New South Wales) beheimatet, die zwei anderen, Microcitrus warburgiana und Microcitrus papuana, im südöstlichen Neuguinea.

## Beschreibung
Microcitrus australis und Microcitrus australasica sind semiaride Sträucher der Trockenzonen Australiens.
Die Laubblätter von Microcitrus sind dimorph, d. h. das Blatt der Jugendform unterscheidet sich von der Blattform adulter, reifer Pflanzen:
Zuerst bilden sich bei Sämlingen meist schmale, nadelförmige Blätter, bei manchen Arten auch elliptische, die dann später in die normale Form mit stark hervortretenden Blattadern, sehr kurzen Stielen und meist abgerundeten Blattspitzen übergehen. Blattgröße je nach Art 1,5 × 2,5 cm bis 2 × 4 cm, rautenförmig mit stark hervortretender Mittelader. Meist ohne Ölzellen.
Die Blüten sind, wie bei Eremocitrus glauca, sehr klein, vier- bis fünfzählig, mit vier bis acht Segmenten im Fruchtknoten.
Die Früchte sind, je nach Art, rund bis zylindrisch, sauer und oft mit unangenehmem, terpentinähnlichem Öl im Zentrum. Die Samen sind klein.
Die Gattung ist nahe verwandt mit Eremocitrus glauca, die auch eine Blattjugendform und frei stehende Staubblätter hat.
Besonderes: Es gibt eine violettschalige, rosarotfleischige, natürlich vorkommende Variante von der Fingerlimette, Microcitrus australasica var. sanguinea.

## Verwendung
Wildform, die nur für Kreuzungsversuche genutzt wird.

## Arten
Die fünf australischen Arten:
- Microcitrus australasica (F.Muell.) Swingle
- Microcitrus australis (Planchon) Swingle
- Microcitrus garrawayae (F.M.Bailey) Swingle
- Microcitrus inodora (Bailey) Swingle
- Microcitrus maideniana (Domin) Swingle

Die zwei Arten aus Neuguinea:
- Microcitrus papuana Winters (Syn.: Citrus wintersii Mabb.)
- Microcitrus warburgiana (F.M.Bailey) Tanaka

## Hybriden
Innerhalb der Gattung:
- Sydney Hybrid (Microcitrus x virgata) Mabb. = (Microcitrus australis × Microcitrus australasica)

Mit anderen Gattungen:
- Australian Blood (Microcitrus australasica var. sanguinea x Citrus reticulata 'Ellendale')
- Australian Sunrise (Microcitrus x oliveri) Mabb. = (Microcitrus australasica x Fortunella spec. x Citrofortunella microcarpa)